# Slalom géant femmes des championnats du monde de ski alpin 2021
Navigation
Édition précédente Édition suivante
Le Slalom géant femmes des championnats du monde de ski alpin 2021, se dispute le 18 février. 
Déjà médaillée d'or du Super-G (alors que participant aux Mondiaux depuis 2009, elle n'avait jamais encore remporté de titre), Lara Gut-Behrami double la mise dans cette épreuve disputée sur l'Olympia Delle Tofane, grâce à deux manches solides : 3e temps sur le tracé initial, et 2e temps de la seconde manche. Sa dernière victoire dans la discipline remontait à la course d'ouverture de la saison 2016-2017 à Sölden. Mikaela Shiffrin est en tête après le premier acte avec seulement 8/100e d'avance sur la suissesse. Elle s'élance la dernière sur le second tracé, et s'incline par la marge infime de 2 centièmes de seconde. Pour l'une comme pour l'autre, il s'agit d'une troisième médaille dans ces Mondiaux. Shiffrin atteint le total de dix podiums (dont six titres) depuis 2013. Meilleur temps sur le second tracé, Katharina Liensberger sacrée 48 heures plus tôt co-championne du monde du parallèle, gagne elle aussi une médaille supplémentaire avec le bronze à seulement 9/100e de la gagnante. 

## Résultats[1]
| Place              | Dossard                     | Nom                             | Nation               | Manche 1     | Place         | Manche 2      | Place         | Total         | Écart   |
| ------------------ | --------------------------- | ------------------------------- | -------------------- | ------------ | ------------- | ------------- | ------------- | ------------- | ------- |
| Médaille d'or      | 5                           | Lara Gut-Behrami                | Suisse               | 1:13.30      | 3             | 1:17.36       | 2             | 2:30.66       |         |
| Médaille d'argent  | 7                           | Mikaela Shiffrin                | États-Unis           | 1:13.22      | 1             | 1:17.46       | 4             | 2:30.68       | +0.02   |
| Médaille de bronze | 10                          | Katharina Liensberger           | Autriche             | 1:13.48      | 4             | 1:17.27       | 1             | 2:30.75       | +0.09   |
| 4                  | 13                          | Alice Robinson                  | Nouvelle-Zélande     | 1:13.73      | 6             | 1:17.66       | 5             | 2:31.39       | +0.73   |
| 5                  | 12                          | Ramona Siebenhofer              | Autriche             | 1:14.53      | 14            | 1:17.39       | 3             | 2:31.92       | +1.26   |
| 6                  | 18                          | Maryna Gąsienica-Daniel         | Pologne              | 1:13.79      | 7             | 1:18.40       | 12            | 2:32.19       | +1.53   |
| 7                  | 6                           | Tessa Worley                    | France               | 1:14.14      | 9             | 1:18.16       | 8             | 2:32.30       | +1.64   |
| 8                  | 14                          | Wendy Holdener                  | Suisse               | 1:14.47      | 13            | 1:17.87       | 6             | 2:32.34       | +1.68   |
| 9                  | 17                          | Ragnhild Mowinckel              | Norvège              | 1:13.97      | 8             | 1:18.39       | 11            | 2:32.36       | +1.70   |
| 10                 | 19                          | Nina O'Brien                    | États-Unis           | 1:13.24      | 2             | 1:19.22       | 18            | 2:32.46       | +1.80   |
| 11                 | 1                           | Michelle Gisin                  | Suisse               | 1:13.56      | 5             | 1:18.91       | 15            | 2:32.47       | +1.81   |
| 12                 | 3                           | Petra Vlhová                    | Slovaquie            | 1:14.39      | 11            | 1:18.17       | 9             | 2:32.56       | +1.90   |
| 13                 | 2                           | Marta Bassino                   | Italie               | 1:14.76      | 15            | 1:18.18       | 10            | 2:32.94       | +2.28   |
| 14                 | 23                          | Coralie Frasse Sombet           | France               | 1:15.63      | 22            | 1:17.88       | 7             | 2:33.51       | +2.85   |
| 15                 | 24                          | Tina Robnik                     | Slovénie             | 1:15.06      | 16            | 1:18.95       | 16            | 2:34.01       | +3.35   |
| 16                 | 26                          | Kristin Lysdahl                 | Norvège              | 1:14.45      | 12            | 1:19.65       | 22            | 2:34.10       | +3.44   |
| 17                 | 28                          | Alexandra Tilley                | Grande-Bretagne      | 1:15.30      | 19            | 1:19.42       | 19            | 2:34.72       | +4.06   |
| 18                 | 32                          | Corinne Suter                   | Suisse               | 1:15.26      | 18            | 1:19.54       | 21            | 2:34.80       | +4.14   |
| 19                 | 39                          | Magdalena Łuczak                | Pologne              | 1:16.29      | 25            | 1:18.79       | 13            | 2:35.08       | +4.42   |
| 20                 | 30                          | Andrea Filser                   | Allemagne            | 1:16.30      | 26            | 1:18.79       | 13            | 2:35.09       | +4.43   |
| 21                 | 31                          | Neja Dvornik                    | Slovénie             | 1:16.38      | 27            | 1:19.18       | 17            | 2:35.56       | +4.90   |
| 22                 | 9                           | Mina Fürst Holtmann             | Norvège              | 1:16.08      | 23            | 1:19.91       | 24            | 2:35.99       | +5.33   |
| 23                 | 40                          | Cassidy Gray                    | Canada               | 1:16.83      | 29            | 1:19.43       | 20            | 2:36.26       | +5.60   |
| 24                 | 25                          | Estelle Alphand                 | Suède                | 1:15.53      | 21            | 1:20.85       | 27            | 2:36.38       | +5.72   |
| 25                 | 41                          | Leona Popović                   | Croatie              | 1:16.82      | 28            | 1:19.71       | 23            | 2:36.53       | +5.87   |
| 26                 | 45                          | Laura Pirovano                  | Italie               | 1:17.12      | 30            | 1:20.05       | 25            | 2:37.17       | +6.51   |
| 27                 | 43                          | Charlotte Lingg                 | Liechtenstein        | 1:17.75      | 36            | 1:20.58       | 26            | 2:38.33       | +7.67   |
| 28                 | 35                          | Doriane Escané                  | France               | 1:17.29      | 31            | 1:21.59       | 29            | 2:38.88       | +8.22   |
| 29                 | 44                          | Erika Pykäläinen                | Finlande             | 1:17.61      | 34            | 1:21.37       | 28            | 2:38.98       | +8.32   |
| 30                 | 46                          | Francesca Baruzzi               | Argentine            | 1:17.41      | 33            | 1:23.07       | 30            | 2:40.48       | +9.82   |
| 31                 | 47                          | Ekaterina Tkachenko             | Fédération de Russie | 1:18.54      | 38            | 1:23.42       | 31            | 2:41.96       | +11.30  |
| 32                 | 51                          | Noa Szőllős                     | Israël               | 1:19.24      | 39            | 1:24.90       | 33            | 2:44.14       | +13.48  |
| 33                 | 53                          | Nino Tsiklauri                  | Géorgie              | 1:19.37      | 40            | 1:25.19       | 34            | 2:44.56       | +13.90  |
| 34                 | 75                          | Katla Björg Dagbjartsdóttir     | Islande              | 1:20.71      | 41            | 1:24.14       | 32            | 2:44.85       | +14.19  |
| 35                 | 58                          | Hólmfríður Dóra Friðgeirsdóttir | Islande              | 1:22.39      | 43            | 1:26.98       | 35            | 2:49.37       | +18.71  |
| 36                 | 57                          | Anastasiya Shepilenko           | Ukraine              | 1:21.36      | 42            | 1:28.18       | 38            | 2:49.54       | +18.88  |
| 37                 | 61                          | Eva Vukadinova                  | Bulgarie             | 1:22.73      | 44            | 1:27.20       | 36            | 2:49.93       | +19.27  |
| 38                 | 60                          | Tess Arbez                      | Irlande              | 1:24.28      | 46            | 1:27.66       | 37            | 2:51.94       | +21.28  |
| 39                 | 68                          | Maria-Eleni Tsiovolou           | Grèce                | 1:23.80      | 45            | 1:28.21       | 39            | 2:52.01       | +21.35  |
| 40                 | 71                          | Kateryna Pyrozhko               | Ukraine              | 1:24.92      | 47            | 1:30.60       | 41            | 2:55.52       | +24.86  |
| 41                 | 54                          | Sarah Schleper                  | Mexique              | 1:26.77      | 51            | 1:29.47       | 40            | 2:56.24       | +25.58  |
| 42                 | 72                          | Maria Ioana Constantin          | Roumanie             | 1:25.80      | 49            | 1:31.38       | 42            | 2:57.18       | +26.52  |
| 43                 | 62                          | Hanna Majtényi                  | Hongrie              | 1:25.86      | 50            | 1:31.44       | 43            | 2:57.30       | +26.64  |
| 44                 | 80                          | Nikolina Dragoljević            | Bosnie-Herzégovine   | 1:28.58      | 53            | 1:35.81       | 45            | 3:04.39       | +33.73  |
| 45                 | 90                          | Carlie Maria Iskandar           | Liban                | 1:32.98      | 57            | 1:35.02       | 44            | 3:08.00       | +37.34  |
| 46                 | 81                          | Atefeh Ahmadi                   | Iran                 | 1:31.65      | 55            | 1:38.68       | 46            | 3:10.33       | +39.67  |
| 47                 | 89                          | Georgia Epiphaniou              | Chypre               | 1:32.75      | 56            | 1:39.38       | 47            | 3:12.13       | +41.47  |
| 48                 | 74                          | Helēna Ērenpreisa               | Lettonie             | 1:34.02      | 58            | 1:39.74       | 48            | 3:13.76       | +43.10  |
| 49                 | 64                          | Katalin Dorultán                | Hongrie              | 1:35.39      | 60            | 1:40.53       | 49            | 3:15.92       | +45.26  |
| 50                 | 79                          | Karlīna Hedviga Grāmatniece     | Lettonie             | 1:34.28      | 59            | 1:45.64       | 50            | 3:19.92       | +49.26  |
|                    | 8                           | Sara Hector                     | Suède                | 1:15.46      | 20            | Abandon       | Abandon       | Abandon       | Abandon |
| 11                 | Meta Hrovat                 | Slovénie                        | 1:14.34              | 10           |               | Abandon       | Abandon       | Abandon       | Abandon |
| 15                 | Stephanie Brunner           | Autriche                        | 1:15.17              | 17           |               | Abandon       | Abandon       | Abandon       | Abandon |
| 37                 | Riikka Honkanen             | Finlande                        | 1:17.86              | 37           |               | Abandon       | Abandon       | Abandon       | Abandon |
| 42                 | Núria Pau                   | Espagne                         | 1:16.16              | 24           |               | Abandon       | Abandon       | Abandon       | Abandon |
| 66                 | Sigríður Dröfn Auðunsdóttir | Islande                         | 1:25.27              | 48           |               | Abandon       | Abandon       | Abandon       | Abandon |
| 67                 | Kateryna Shepilenko         | Ukraine                         | 1:27.78              | 52           |               | Abandon       | Abandon       | Abandon       | Abandon |
| 73                 | Tetiana Knopova             | Ukraine                         | 1:29.76              | 54           |               | Abandon       | Abandon       | Abandon       | Abandon |
| 16                 | Elena Curtoni               | Italie                          | 1:17.33              | 32           | Non partante  | Non partante  | Non partante  | Non partante  |         |
| 29                 | Thea Louise Stjernesund     | Norvège                         | 1:17.63              | 35           | Non partante  | Non partante  | Non partante  | Non partante  |         |
| 88                 | Thaleia Armeni              | Chypre                          | 1:35.51              | 61           | Non qualifiée | Non qualifiée | Non qualifiée | Non qualifiée |         |
| 91                 | Emīlija Anna Škapare        | Lettonie                        | 1:36.04              | 62           | Non qualifiée | Non qualifiée | Non qualifiée | Non qualifiée |         |
| 87                 | Forough Abbasi              | Iran                            | 1:36.80              | 63           | Non qualifiée | Non qualifiée | Non qualifiée | Non qualifiée |         |
| 82                 | Karolina Photiades          | Chypre                          | 1:38.16              | 64           | Non qualifiée | Non qualifiée | Non qualifiée | Non qualifiée |         |
| 92                 | Naya Kurdi                  | Liban                           | 1:38.46              | 65           | Non qualifiée | Non qualifiée | Non qualifiée | Non qualifiée |         |
| 99                 | Anastasia Ferenidou         | Grèce                           | 1:39.97              | 66           | Non qualifiée | Non qualifiée | Non qualifiée | Non qualifiée |         |
| 85                 | Maria Abou Jaoude           | Liban                           | 1:41.37              | 67           | Non qualifiée | Non qualifiée | Non qualifiée | Non qualifiée |         |
| 95                 | Tamara Popović              | Monténégro                      | 1:44.63              | 68           | Non qualifiée | Non qualifiée | Non qualifiée | Non qualifiée |         |
| 97                 | Aanchal Thakur              | Inde                            | 2:08.23              | 69           | Non qualifiée | Non qualifiée | Non qualifiée | Non qualifiée |         |
| 98                 | Celine Marti                | Haïti                           | 2:16.60              | 70           | Non qualifiée | Non qualifiée | Non qualifiée | Non qualifiée |         |
| 4                  | Federica Brignone           | Italie                          | Abandon              | Abandon      | Abandon       | Abandon       | Abandon       | Abandon       |         |
| 20                 | Ana Bucik                   | Slovénie                        | Abandon              | Abandon      | Abandon       | Abandon       | Abandon       | Abandon       |         |
| 21                 | Franziska Gritsch           | Autriche                        | Abandon              | Abandon      | Abandon       | Abandon       | Abandon       | Abandon       |         |
| 22                 | Valérie Grenier             | Canada                          | Abandon              | Abandon      | Abandon       | Abandon       | Abandon       | Abandon       |         |
| 27                 | Paula Moltzan               | États-Unis                      | Abandon              | Abandon      | Abandon       | Abandon       | Abandon       | Abandon       |         |
| 33                 | A J Hurt                    | États-Unis                      | Abandon              | Abandon      | Abandon       | Abandon       | Abandon       | Abandon       |         |
| 34                 | Piera Hudson                | Nouvelle-Zélande                | Abandon              | Abandon      | Abandon       | Abandon       | Abandon       | Abandon       |         |
| 36                 | Asa Ando                    | Japon                           | Abandon              | Abandon      | Abandon       | Abandon       | Abandon       | Abandon       |         |
| 38                 | Andrea Komšić               | Croatie                         | Abandon              | Abandon      | Abandon       | Abandon       | Abandon       | Abandon       |         |
| 48                 | Miho Mizutani               | Japon                           | Abandon              | Abandon      | Abandon       | Abandon       | Abandon       | Abandon       |         |
| 49                 | Kim Vanreusel               | Belgique                        | Abandon              | Abandon      | Abandon       | Abandon       | Abandon       | Abandon       |         |
| 50                 | Dženifera Ģērmane           | Lettonie                        | Abandon              | Abandon      | Abandon       | Abandon       | Abandon       | Abandon       |         |
| 52                 | Zita Tóth                   | Hongrie                         | Abandon              | Abandon      | Abandon       | Abandon       | Abandon       | Abandon       |         |
| 55                 | Petra Hromcová              | Slovaquie                       | Abandon              | Abandon      | Abandon       | Abandon       | Abandon       | Abandon       |         |
| 56                 | Sara Roggeman               | Belgique                        | Abandon              | Abandon      | Abandon       | Abandon       | Abandon       | Abandon       |         |
| 63                 | Axelle Mollin               | Belgique                        | Abandon              | Abandon      | Abandon       | Abandon       | Abandon       | Abandon       |         |
| 65                 | Maria Shkanova              | Biélorussie                     | Abandon              | Abandon      | Abandon       | Abandon       | Abandon       | Abandon       |         |
| 69                 | Maja Tadić                  | Bosnie-Herzégovine              | Abandon              | Abandon      | Abandon       | Abandon       | Abandon       | Abandon       |         |
| 70                 | Esma Alić                   | Bosnie-Herzégovine              | Abandon              | Abandon      | Abandon       | Abandon       | Abandon       | Abandon       |         |
| 76                 | Jelena Vujičić              | Monténégro                      | Abandon              | Abandon      | Abandon       | Abandon       | Abandon       | Abandon       |         |
| 78                 | Manon Ouaiss                | Liban                           | Abandon              | Abandon      | Abandon       | Abandon       | Abandon       | Abandon       |         |
| 83                 | Fani Marmarelli             | Grèce                           | Abandon              | Abandon      | Abandon       | Abandon       | Abandon       | Abandon       |         |
| 84                 | Sadaf Saveh Shemshaki       | Iran                            | Abandon              | Abandon      | Abandon       | Abandon       | Abandon       | Abandon       |         |
| 86                 | Ariadni Oettli              | Grèce                           | Abandon              | Abandon      | Abandon       | Abandon       | Abandon       | Abandon       |         |
| 93                 | Fiona Rusta                 | Kosovo                          | Abandon              | Abandon      | Abandon       | Abandon       | Abandon       | Abandon       |         |
| 94                 | Ornella Oettl Reyes         | Pérou                           | Abandon              | Abandon      | Abandon       | Abandon       | Abandon       | Abandon       |         |
| 96                 | Marjan Kalhor               | Iran                            | Abandon              | Abandon      | Abandon       | Abandon       | Abandon       | Abandon       |         |
| 77                 | Hjördís Birna Ingvadóttir   | Islande                         | Disqualifiée         | Disqualifiée | Disqualifiée  | Disqualifiée  | Disqualifiée  | Disqualifiée  |         |
| 59                 | Vanina Guerillot            | Portugal                        | Non partante         | Non partante | Non partante  | Non partante  | Non partante  | Non partante  |         |